# Умбререшть-Дял
Умбререшть-Дял, Умбререшті-Дял (рум. Umbrărești-Deal) — село у повіті Галац в Румунії. Входить до складу комуни Умбререшть.
Село розташоване на відстані 180 км на північний схід від Бухареста, 54 км на північний захід від Галаца, 145 км на схід від Брашова.

## Населення
За даними перепису населення 2002 року у селі проживали 2543 особи. Рідною мовою 2542 особи (> 99,9%) назвали румунську.
Національний склад населення села:
| Національність | Кількість осіб | Відсоток |
| -------------- | -------------- | -------- |
| румуни         | 2511           | 98,7%    |
| цигани         | 31             | 1,2%     |